# Марешал-Деодору
Марешал-Деодору (порт. Marechal Deodoro)  —  муниципалитет в Бразилии, входит в штат Алагоас. Составная часть мезорегиона Восток штата Алагоас. Входит в экономико-статистический микрорегион Масейо. Население в 2005 году составляло 42 793 человека. Занимает площадь 363,3 км².

## История
Город основан в 1636 году.

## Статистика
- Индекс развития человеческого потенциала на 2000 год составляет 0,649 (данные: Программа развития ООН).

## География
Климат местности: тропический.